# 卡薩布蘭卡火山

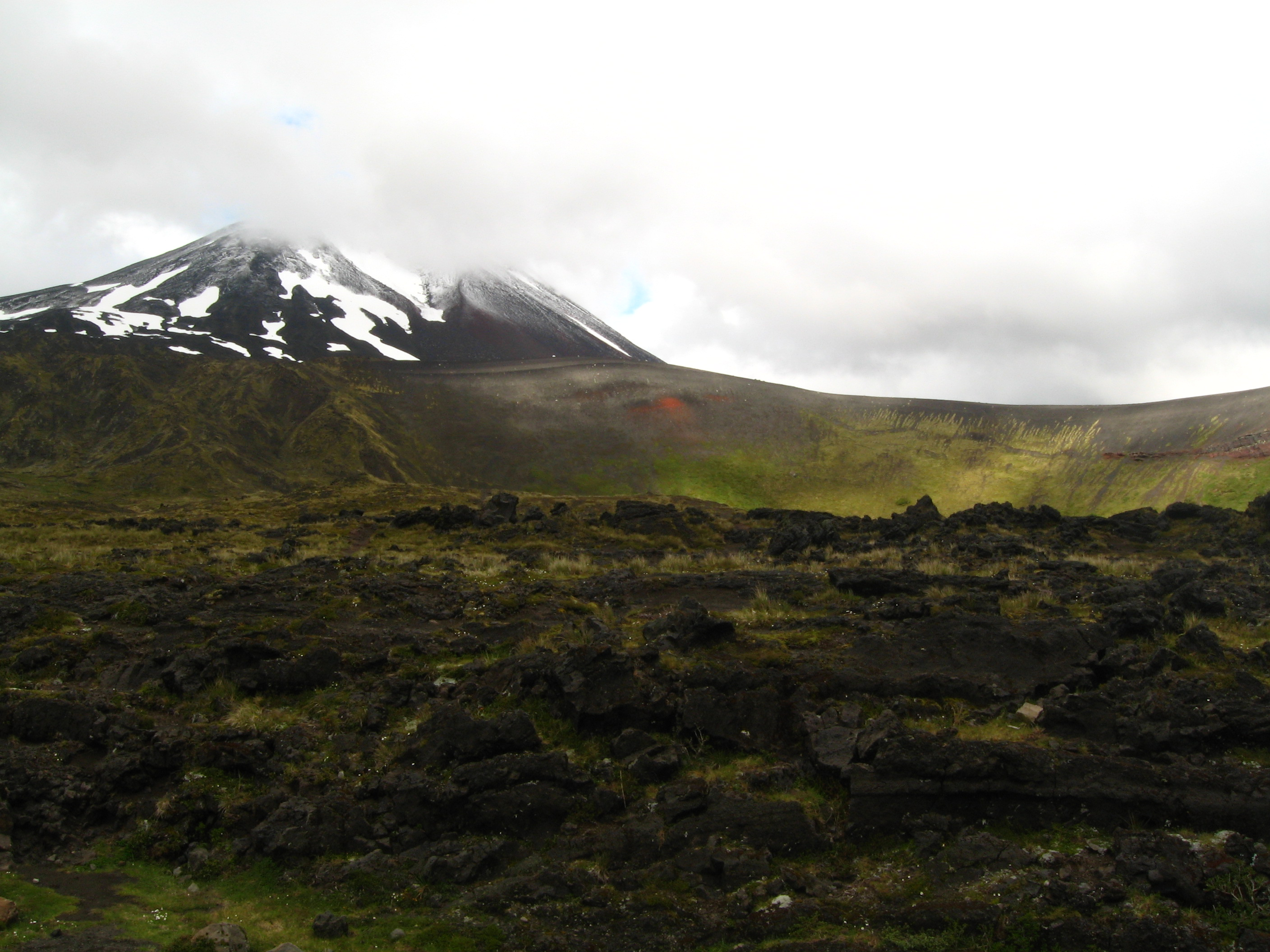

卡薩布蘭卡火山是智利的火山，位於該國中部，由湖大區負責管轄，屬於安第斯山脈的一部分，距離奧索爾諾90公里，海拔高度2,240米。
40°46′17″S 72°0′0″W / 40.77139°S 72.00000°W